# Sonny Parker
Robert S. Sonny Parker (Chicago, Illinois, 22 de marzo de 1955) es un exjugador de baloncesto estadounidense que disputó 6 temporadas en la NBA. Con 1,98 metros de altura, lo hacía en la posición de escolta. Es el creador de la Sonny Parker Youth Foundation, una organización sin ánimo de lucro que proporciona educación y actividades recreativas a niños necesitados en su ciudad natal, Chicago. Es el padre de Jabari Parker, también jugador de baloncesto.

## Trayectoria deportiva

### Universidad
Tras pasar dos temporadas en el pequeño Community College de Mineral Area, jugó durante dos temporadas más con los Aggies de la Universidad de Texas A&M, en las que promedió 17,7 puntos y 7,1 rebotes por partido. En su primera temporada en el equipo texano fue incluido en el mejor quinteto de la Southwest Conference, y en la segunda fue además elegido mejor jugador de la conferencia, tras promediar 20,7 puntos por partido y llevar a su equipo al Torneo de la NCAA. Desde que abandonó la universidad, solo dos jugadores más de los Aggies han promedado más de 20 puntos en una temporada.

### Profesional
Fue elegido en la decimoséptima posición del Draft de la NBA de 1976 por Golden State Warriors, con los que firmó un contrato multianual en el mes de septiembre. Tras una primera temporada en la cual fue uno de los últimos jugadores del banquillo, al año siguiente fue afianzándose en la pista, logrando acabar la temporada con unos promedios de 11,4 puntos y 4,7 rebotes por partido. Pero sería en la temporada 1978-79 cuando lograría sus mejores registros como profesional, ya asentado en el cinco titular, promediando 15,2 puntos, 5,6 rebotes y 3,7 asistencias por encuentro.
Sus grandes cualidades defensivas las mostraría al año siguiente, cuando apareció en la lista de los 10 mejores de la NBA en robos de balón, promediando 2,1 por partido. Al año siguiente protagonizó uno de sus partidos más recordados, enfrentándose a Houston Rockets, con el marcador empatado a 100, capturó un rebote en ataque de un tiro de su compañero Lloyd Free, y a falta de 2 segundos para el final realizó una bandeja que dio el triunfo a su equipo.
La llegada de Bernard King al equipo le relegó de nuevo al banquillo al año siguiente, jugando esa y una temporada más, hasta que poco antes del comienzo de la temporada 1982-83 los Warriors decidieron prescindir de sus servicios, retirándose definitivamente.

## Estadísticas de su carrera en la NBA

### Temporada regular
| Temp.   | Edad | Equipo       | Liga | P   | TIT | MIN  | TC  | TCA  | %TC  | 3P  | 3PA | %3P  | TL  | TLA | %TL  | R.OF. | R.DEF. | REB | ASIS | ROB | TAP | PER | FP  | PTS  |
| 1976-77 | 21   | Golden State | NBA  | 65  |     | 13.7 | 2.4 | 4.5  | .527 |     |     |      | 1.1 | 1.4 | .772 | 1.3   | 1.4    | 2.7 | 0.9  | 0.8 | 0.4 |     | 1.2 | 5.8  |
| 1977-78 | 22   | Golden State | NBA  | 82  |     | 25.2 | 5.0 | 9.5  | .519 |     |     |      | 1.5 | 2.1 | .705 | 2.0   | 2.7    | 4.7 | 1.9  | 1.6 | 0.4 | 1.6 | 2.3 | 11.4 |
| 1978-79 | 23   | Golden State | NBA  | 79  |     | 36.6 | 6.5 | 12.9 | .502 |     |     |      | 2.2 | 2.8 | .788 | 2.1   | 3.5    | 5.6 | 3.7  | 1.8 | 0.4 | 2.4 | 2.4 | 15.2 |
| 1979-80 | 24   | Golden State | NBA  | 82  |     | 34.7 | 5.9 | 12.0 | .489 | 0.0 | 0.0 | .000 | 2.9 | 3.7 | .785 | 2.0   | 3.6    | 5.7 | 3.1  | 2.1 | 0.4 | 2.0 | 2.4 | 14.7 |
| 1980-81 | 25   | Golden State | NBA  | 73  |     | 18.0 | 2.6 | 5.3  | .492 | 0.0 | 0.0 |      | 1.3 | 1.8 | .734 | 1.4   | 1.3    | 2.7 | 1.5  | 0.9 | 0.2 | 1.2 | 1.5 | 6.5  |
| 1981-82 | 26   | Golden State | NBA  | 71  | 0   | 12.7 | 1.6 | 3.5  | .473 | 0.0 | 0.0 |      | 0.7 | 1.0 | .667 | 1.0   | 1.5    | 2.5 | 1.3  | 0.5 | 0.2 | 0.7 | 1.4 | 3.9  |
| Total   |      |              | NBA  | 452 | 0   | 24.2 | 4.1 | 8.2  | .501 | 0.0 | 0.0 | .000 | 1.7 | 2.2 | .755 | 1.7   | 2.4    | 4.1 | 2.1  | 1.4 | 0.3 | 1.6 | 1.9 | 9.9  |

### Playoffs
| Temp.   | Edad | Equipo       | Liga | P  | MIN | TCA | TC | 3PA | 3P | TLA | TL | R.OF. | REB | ASIS | ROB | TAP | PER | FP | PTS | %TC  | %3P | %FT   | MIN  | PTS | REB | AST |
| 1976-77 | 21   | Golden State | NBA  | 10 | 120 | 19  | 36 |     |    | 4   | 4  | 9     | 28  | 9    | 5   | 2   |     | 9  | 42  | .528 |     | 1.000 | 12.0 | 4.2 | 2.8 | 0.9 |
| Total   |      |              | NBA  | 10 | 120 | 19  | 36 |     |    | 4   | 4  | 9     | 28  | 9    | 5   | 2   |     | 9  | 42  | .528 |     | 1.000 | 12.0 | 4.2 | 2.8 | 0.9 |

## Vida posterior
En 1990 fundó la Sonny Parker Youth Foundation (SPYF), una organización que se dedica a dar educación y todo tipo de actividades recreativas relacionadas con el baloncesto a niños desfavorecidos de la ciudad de Chicago.